# Gutowski (Adelsgeschlecht)

Stammwappen der Familie (von) Gutowski

Gutowski ist der Name einer polnischen, uradeligen Familie, die ihren Namen von ihren Ortschaften Guty Magna, Guty Parva (Groß Guty und Klein Guty) und Guty, genannt auch Gutowo im Herzogtum Masowien annahm. Diese Adelsfamilie gehört dem Rittergeschlecht de Slepowron an, einem der ältesten Rittergeschlechte des Herzogtums Masowien.

## Vorfahren
Lawrence Corvinus de Slepowrony war der älteste bekannte Vorfahre dieses Geschlechts. Er trat im Jahre 1224 in Dienst des Herzogs Konrad I. von Masowien und wurde dessen Kanzler und Marschall seines Heeres. Die älteste bekannte urkundliche Erwähnung dieser Familie unter dem Namen de Guty Magna et Guty Parva stammt aus dem Jahr 1396. Diesen Namen trug die Familie bis zum 15. Jahrhundert. Als nach einer Namensreform in Polen die Partikel ski und cki die charakteristischen Merkmale eines polnischen Adelsnamens wurden, schrieben sich die Herren de Guty ab diesem Zeitpunkt Gutowski, zu deutsch von Gutow. Dieses Adelsgeschlecht wurde auch in Preußen (seit 1505), Russland (seit 1657) und in Österreich (seit 1783) sesshaft und besteht heute noch.
Zu diesem Geschlecht gehört auch die alte, preußische Adelsfamilie von Drygalski – eine Linie der Gutowski, die nach dem Erwerb der Güter Drygallen, Schlaga und Wirsbinnen bei Lyck im Jahre 1505 in Ostpreußen ihren Namen auf von Drygalski änderte. Auch die Rhau von Gutowski in Preußen gehörten zu diesem Geschlecht; ihre Manneslinie ist im Jahre 1919 erloschen.

## Wappen
Im himmelblauen Feld, ein silbernes Hufeisen steht mit seinen Fersen auf der Unterseite aufgerichtet und auf seinen Schultern ist ein goldenes Kavalierskreuz. Auf dem Kavalierskreuz ist ein Rabe gerichtet nach rechts, mit einem goldenen Ring im Schnabel. Im Kleinod über dem Helm, in der Krone der gleiche Rabe mit dem goldenen Ring im Schnabel.
Die Labren sind blau, auf der Unterseite silber.

## Namensträger

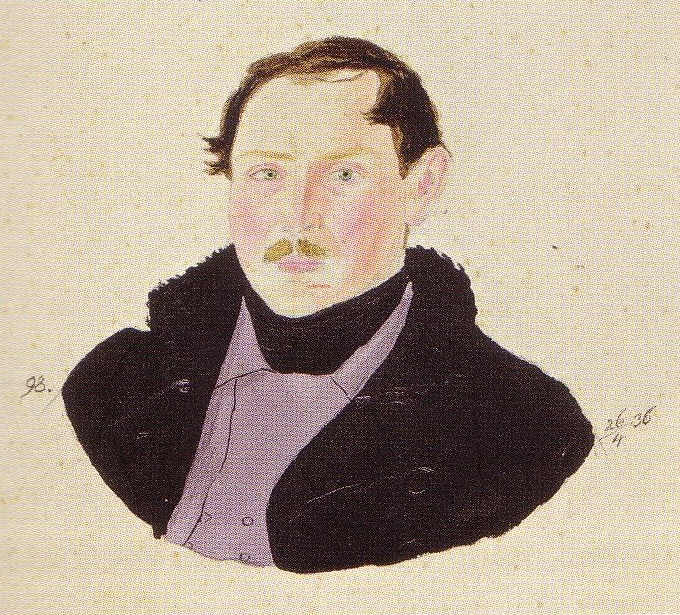
Bernhard Gutowski als Theologiestudent in Königsberg (1836)

- Adalbert Gutowski (1753–1812), österreichischer Maler
- Alexander Gutowski (* 1936), deutscher Zahnarzt
- Antoni Gutowski (19. Jh.), Burggraf von Grabowiec
- Armin Gutowski (1930–1987), deutscher Volkswirt
- Bob Gutowski (1935–1960), US-amerikanischer Stabhochspringer
- Boleslaw Gutowski (1888–1966), polnischer Mediziner
- Gene Gutowski (1925–2016), polnischer Filmproduzent
- Harry Gutowski (* 1951), deutscher Musiker, Komponist und Produzent
- Ignaz von Gutowski (19. Jh.), preußischer Politiker
- Jacek Gutowski (1960–1996), polnischer Gewichtheber
- Jakob Gutowski (1733–1737), Burggraf von Rozan und Makow Maz.
- Julian Gutowski (1823–1890), von 1867 bis 1870 Parlamentsabgeordneter und Bürgermeister der Stadt Nowy Sacz/Neu Sandenz
- Jürgen Gutowski (* 1955), deutscher Physiker
- Mateusz Gutowski (1759–1804), polnischer katholischer Kanoniker
- Mitrofan (Michał) Gutowski (1897 – 12. September 1959) Bischof der Russischen Orthodoxen Kirche
- Michał Gutowski (1910–2006), polnischer General und Sportler
- Prokop Gutowski (17. Jh.), polnischer katholischer Domherr
- Samuel Gutowski (16. oder 17. Jh.), polnischer Hofbeamter
- Simon Gutowski  (1627–1685), polnischer Orgelbauer und Komponist
- Teofil Gutowski (1835–1891), polnischer Komponist und Organist
- Walerian Gutowski (1629–1693), polnischer Provinzial und Meister der Franziskaner
- Wawrzyniec Gutowski (1757–1833), polnischer katholischer Domherr und Bischof
- Wiktor Ignacy Gutowski (1884–1971), polnischer Pädagoge und Maler
- Wojciech Gutowski (1784–1788), Burggraf von Plock